# 現役のメジャーリーグベースボール選手一覧
現役のメジャーリーグベースボール選手一覧は以下に記載されている。

## アジア

### 日本
- ダルビッシュ有
- 今永昇太
- 菊池雄星
- 前田健太
- 松井裕樹
- 小笠原慎之介
- 大谷翔平
- 佐々木朗希
- 千賀滉大
- 菅野智之
- 鈴木誠也
- 山本由伸
- 吉田正尚

### 韓国
- 裴智桓
- 崔志萬
- 金河成
- 金慧成
- 朴孝俊
- 李政厚

### 台湾
- 鄭宗哲
- 鄧愷威（英語版）

## ヨーロッパ

### イギリス
- マイケル・ピーターセン（英語版）

### ドイツ
- マックス・ケプラー

### イタリア
- サミュエル・アルデゲリ（英語版）

## 北米

### カナダ
- ジョン・アックスフォード
- タイラー・ブラック
- マット・ブラッシュ
- オーウェン・ケイシー
- デンゼル・クラーク
- ブラディミール・ゲレーロ・ジュニア
- リアム・ヒックス（英語版）
- エドゥアルド・ジュリエン
- チャールズ・ルブラン（英語版）
- ボー・ネイラー
- ジョシュ・ネイラー
- タイラー・オニール
- トリスタン・ピーターズ（英語版）
- ニック・ピベッタ
- ザック・ポップ
- カル・クアントリル
- ジョーダン・ロマノ
- エリック・サブロウスキー（英語版）
- ケイド・スミス
- マイク・ソロカ
- エイブラハム・トロ
- ジャレッド・ヤング（英語版）
- ロブ・ザストリズニー

### アメリカ合衆国
- アンドリュー・アボット
- コーリー・アボット
- ミック・エイベル
- CJ・エイブラムス
- ギャレット・アクトン（英語版）
- ジェイソン・アダム
- オースティン・アダムス (1991年生の投手)
- チャンス・アダムス
- ジョーディン・アダムス
- マット・アダムス
- ライリー・アダムス
- トラビス・アダムス（英語版）
- タイ・アドコック（英語版）
- ジョー・アデル
- ザック・アグノス（英語版）
- ジュリアン・アギアー（英語版）
- キーガン・アキン
- R.J.アラニス（英語版）
- マット・アルバース
- ブレイズ・アレクサンダー
- CJ・アレクサンダー（英語版）
- ジェイソン・アレクサンダー（英語版）
- スコット・アレクサンダー
- タイラー・アレクサンダー
- A.J.アレクシー
- コルビー・アラード
- オースティン・アレン
- グレッグ・アレン
- ローガン・アレン (1998年生の投手)
- ニック・アレン
- ニック・アルゲイヤー（英語版）
- イェンシー・アルモンテ
- アルバート・アルモーラ・ジュニア
- ピート・アロンソ
- ダン・アルタビラ
- ジェイク・アルー（英語版）
- ナチョ・アルバレス・ジュニア
- ジェイコブ・アマヤ
- アーマンド・アルバレス（英語版）
- エディ・アルバレス
- R.J.アルバレス
- ブレット・アンダーソン
- ブライアン・アンダーソン
- チェイス・アンダーソン
- コディ・アンダーソン
- グラント・アンダーソン
- イアン・アンダーソン
- ジャスティン・アンダーソン
- ニック・アンダーソン
- ショーン・アンダーソン
- ティム・アンダーソン
- タイラー・アンダーソン
- ジョン・アンドレオリ
- クレイトン・アンドリュース（英語版）
- マット・アンドリース
- ロマン・アンソニー
- ティージェイ・アントーン
- マーク・アペル
- クリス・アーチャー
- ノーラン・アレナド
- ショーン・アームストロング
- スペンサー・アリゲッティ
- クリスチャン・アローヨ
- アーロン・アシュビー
- ブラクストン・アッシュクラフト（英語版）
- グラム・アッシュクラフト
- アレク・アッシャー（英語版）
- ドリュー・アバンズ（英語版）
- ニック・アビラ（英語版）
- レイク・バッチャー（英語版）
- サム・バックマン
- カイル・バッカス（英語版）
- ダコタ・バッカス（英語版）
- アキル・バドゥー
- ハリソン・ベイダー
- ブランドン・ベイリー（英語版）
- ホーマー・ベイリー
- パトリック・ベイリー
- ブライアン・ベイカー
- ダレン・ベイカー
- ルーケン・ベイカー
- ブルックス・ボールドウィン
- ドレイク・ボールドウィン
- アンソニー・バンダ
- ジェット・バンディ
- タナー・バンクス
- ライラン・バノン（英語版）
- デビッド・バニュエロス（英語版）
- ケイレブ・バラガー（英語版）
- ルーク・バード
- アディソン・バーガー
- ジョー・バーロウ
- スコット・バーロウ
- トレス・バレラ（英語版）
- ジョーイ・バート
- タイラー・バシュラー
- オースティン・バーンズ
- ジェイコブ・バーンズ
- マット・バーンズ
- ジェイク・バレット
- カイル・バラクロー
- マニー・バレダ（英語版）
- クリス・バシット
- ブレイディ・バッソ（英語版）
- マシュー・バッテン（英語版）
- ペイトン・バッテンフィールド
- ブレット・ベイティ
- ジェイク・バウアーズ
- シェーン・バズ
- マット・ベイティ
- ディラン・ビーバーズ（英語版）
- ジョーダン・ベック
- トリスタン・ベック
- ティム・ベッカム
- デビッド・ベッドナー
- キャム・ベドローシアン
- タイラー・ビーディ
- ジャレン・ビークス
- セス・ビアー
- クレイトン・ビーター
- ジョシュ・ベル
- アンドリュー・ベラッティ
- コディ・ベリンジャー
- ブランドン・ベルト
- アンソニー・ベンブーム
- アンソニー・ベンダー
- アンドリュー・ベニンテンディ
- ウィル・ベンソン
- トラビス・バーゲン
- ライアン・バーガート（英語版）
- クリスチャン・バーグマン
- ウィントン・バーナード
- ブレナン・バーナーディーノ
- ジョン・バーティ
- アレク・ベッティンガー（英語版）
- ムーキー・ベッツ
- ジョー・ビアジーニ
- タナー・バイビー
- ボー・ビシェット
- フィル・ビックフォード
- シェーン・ビーバー
- ブランドン・ビーラック
- ハンター・ビッグ
- キャバン・ビジオ
- ジェイク・バード
- ヘイデン・バードソング
- ブレイデン・ビショップ
- スペンサー・ビブンズ（英語版）
- タイ・ブラッチ
- メイソン・ブラック（英語版）
- レイ・ブラック
- ポール・ブラックバーン
- ブラッドリー・ブレイロック（英語版）
- アレックス・ブランディーノ
- トラビス・ブランケンホーン
- アーロン・ブレアー
- JJ・ブレデイ
- リチャード・ブレイアー
- スコット・ブルウェット（英語版）
- ライアン・ブリス
- ジェイク・ブロス
- AJ・ブルボー（英語版）
- アレク・ボーム
- スカイ・ボルト
- コディ・ボルトン（英語版）
- キャム・ブーザー（英語版）
- ライアン・ボルッキ
- バディ・ボッシャーズ
- アキーム・ボスティック（英語版）
- クリストファー・ボスティック（英語版）
- デビッド・ボーティ
- ショーン・ブシャー
- ジェームズ・ボーク（英語版）
- ケイレブ・ボーシュリー（英語版）
- ベン・ボウデン
- ジョナサン・ボウラン（英語版）
- マット・ボウマン
- ブラッド・ボックスバーガー
- マシュー・ボイド
- ジョー・ボイル
- ブラッド・ブラック
- チェイスン・ブラッドフォード
- コディ・ブラッドフォード
- カイル・ブラディッシュ
- アーチー・ブラッドリー
- ボビー・ブラッドリー
- ジャッキー・ブラッドリー・ジュニア
- タージ・ブラッドリー
- ロブ・ブラントリー
- ライアン・ブレイジア
- スティーブン・ブロート
- ジョン・ブレッビア
- アレックス・ブレグマン
- ウィル・ブレナン
- ジェイク・ブレンツ
- コルテン・ブルワー
- パーカー・ブリッドウェル
- ブレイデン・ブリスト（英語版）
- ザック・ブリットン
- ジェイコブ・ブラグマン
- ジョナ・ブライド
- ボー・ブリスキー
- コナー・ブログドン
- アーロン・ブルックス
- トレントン・ブルックス（英語版）
- レックス・ブラザーズ
- ベン・ブラウン
- ハンター・ブラウン
- セス・ブラウン
- JT・ブルベイカー
- ジャスティン・ブルール
- クリス・ブライアント
- ザック・ブリクシー（英語版）
- クリス・ブビック
- ライアン・バクター
- ウォーカー・ビューラー
- J.B.ブカウスカス
- アーロン・バマー
- ディラン・バンディ
- ニック・バーディ（英語版）
- ザック・バーディ
- ペイトン・バーディック（英語版）
- ジェイク・バーガー
- ブロック・バーク
- ショーン・バーク
- アレク・バールソン
- コービン・バーンズ
- アンディ・バーンズ
- チェイス・バーンズ
- ライアン・バー
- ボー・バロウズ（英語版）
- マイク・バロウズ（英語版）
- マイケル・ブッシュ
- アラン・ブセニッツ
- カイ・ブッシュ
- マット・ブッシュ
- ローレンス・バトラー
- タイ・バトリー
- マディソン・バンガーナー
- バイロン・バクストン
- ジャック・カグリオン
- コール・カルフーン
- ウィリー・カルフーン
- アレックス・コール
- タイラー・カリハン（英語版）
- ブレアー・カルボ（英語版）
- ダニエル・カマレナ
- ダズ・キャメロン
- ノア・キャメロン
- エリック・キャンベル
- アイザイア・キャンベル
- クリスチャン・キャンベル
- ポール・キャンベル（英語版）
- ルイス・キャンプサーノ
- ヘイメル・キャンデラリオ
- マーク・カナ
- グリフィン・カニング
- ジョナサン・キャノン
- ジョーイ・カンティーヨ（英語版）
- ドミニク・キャンゾーン
- コナー・ケイペル（英語版）
- カーター・キャップス
- ビニー・カプラ（英語版）
- マット・カラシティー
- ディラン・カールソン
- ドリュー・カールトン（英語版）
- ケリー・カーペンター
- アレックス・カリーヨ（英語版）
- コディ・キャロル
- コービン・キャロル
- エバン・カーター
- トリストン・カサス
- カート・カサリ
- ベン・カスパリアス
- ライアン・カステラーニ
- ニック・カステヤノス
- ケイド・カバーリ
- ディラン・シース
- スレイド・セコーニ（英語版）
- ブレイク・シーダーリンド（英語版）
- ハンター・セルベンカ
- アンドリュー・チェイフィン
- マット・チャップマン
- J.T.シャギワ
- ジェシー・チャベス
- ギャビン・チェッキーニ
- マーク・チャーチ（英語版）
- ネイサン・チャーチ（英語版）
- アダム・シンバー
- トニー・シングラーニ
- ニック・シューフォ（英語版）
- アーロン・シバーレ
- サム・クレイ
- ギャレット・クレービンジャー
- コディ・クレメンス
- アーニー・クレメント
- タイラー・クロイド
- テイラー・クラーク
- マイク・クレビンジャー
- カイル・コディ（英語版）
- ゲリット・コール
- テイラー・コール（英語版）
- ディラン・コールマン
- ルイス・コールマン
- アイザック・コリンズ
- ティム・コリンズ
- ザック・コリンズ
- マイケル・コンフォルト
- グリフィン・コーナイン
- マーク・コントレラス（英語版）
- ビリー・クック
- サム・クーンロッド
- ギャレット・クーパー
- スコット・コープランド（英語版）
- カルロス・コーテズ（英語版）
- トム・コスグローブ
- ダニー・クーロム
- ライアン・コート（英語版）
- パトリック・コービン
- ライアン・コーデル（英語版）
- ジェイク・カズンズ
- ディラン・コービー
- コルトン・カウザー
- オースティン・コックス（英語版）
- ザック・コザート
- J.P.クロフォード
- カッター・クロフォード
- ディラン・クルーズ
- カイル・クリック
- ブレイン・クリム（英語版）
- クーパー・クリスウェル
- ジェフ・クリスウェル（英語版）
- ギャレット・クロシェ
- カイル・クロケット
- C.J.クロン
- ジェイク・クロネンワース
- デクラン・クローニン（英語版）
- タイラー・クロップリー（英語版）
- ハンス・クラウス
- ピート・クロウ＝アームストロング
- アレックス・カッブ
- チャーリー・カルバーソン
- ブランドン・カンプトン
- エグゼイビオン・カリー（英語版）
- ジョン・カーティス
- ザック・カーティス（英語版）
- タイラー・シアー（英語版）
- デビッド・ダール
- ボビー・ダルベック
- ケイデン・デイナ
- デービス・ダニエル（英語版）
- タイラー・デイニッシュ（英語版）
- ヘイゲン・ダナー
- チェイス・ダーノー
- トラビス・ダーノー
- デューガン・ダーネル（英語版）
- マイケル・ダレル＝ヒックス（英語版）
- ローガン・デビッドソン
- オースティン・デービス
- ブレンドン・デービス
- ヘンリー・デービス
- ジェイリン・デービス
- ジョナサン・デービス
- ジョニー・デービス（英語版）
- ノア・デービス（英語版）
- ラージャイ・デービス
- ルーキー・デービス（英語版）
- グラント・デイトン
- ザック・デイビーズ
- ブレット・デゲウス（英語版）
- アレックス・デゴーティ（英語版）
- チェイス・デヨング
- ジャスティン・ディーン（英語版）
- ディーン・ディーツ（英語版）
- ジェイコブ・デグロム
- グレッグ・ダイクマン
- ポール・デヨング
- エイドリアン・デル・カスティーヨ
- ジェイソン・デレイ（英語版）
- ニッキー・デルモニコ
- ザック・デローシュ
- ジョニー・デルカ
- ベン・デルジオ（英語版）
- トラビス・デメリット
- マット・ダーモディ
- アンソニー・デスクラファニー
- デライノ・デシールズ・ジュニア
- イアン・デズモンド
- リード・デトマース
- ロス・デトワイラー
- クリス・デベンスキー
- ザック・デゼンゾ
- フィル・ディール（英語版）
- デレク・ディートリック
- ディロン・ディングラー
- ニック・ディニ（英語版）
- ハンター・ドビンズ
- ランディ・ドブナック
- ディラン・ドッド
- カイル・ドーイ（英語版）
- チェイス・ドーランダー
- ブレンダン・ドノバン
- ライアン・ドロウ（英語版）
- カイル・ダウディ（英語版）
- ブレントン・ドイル
- トミー・ドイル（英語版）
- ハンター・ドージャー
- オリバー・ドレイク
- ジャック・ドレイヤー
- ローガン・ドリスコル
- ブランドン・ドルーリー
- ショーン・デュービン（英語版）
- ルーカス・ドゥーダ
- ブライアン・ダンシング
- ダニー・ダフィー
- マット・ダフィー
- タイラー・ダフィー
- スティーブン・ダガー
- ザック・デューク
- ライアン・ダル
- ジョー・デュナンド
- ブレイク・ダン（英語版）
- ジャスティン・ダン
- オリバー・ダン
- デーン・ダニング
- パーカー・ダンシー
- ジャレン・デュラン
- モンタナ・ドゥラポー（英語版）
- ケイレブ・ダービン
- ニック・デュロン
- アダム・デュバル
- ジャロッド・ダイソン
- サム・ダイソン
- ライアン・イーデス（英語版）
- アダム・イートン
- ネイト・イートン
- キャム・エデン（英語版）
- ジェイク・イーダー
- トミー・エドマン
- カール・エドワーズ・ジュニア
- ゼイビア・エドワーズ
- スコット・エフロス
- ザック・エフリン
- ブレット・アイブナー
- ジェラッド・アイコフ
- ブランドン・アイサート（英語版）
- ブライス・エルダー
- ティム・エルコ（英語版）
- フレイザー・エラード（英語版）
- セス・エレッジ（英語版）
- クリス・エリス（英語版）
- ドリュー・エリス（英語版）
- デューク・エリス（英語版）
- ジェイク・エルモア
- ケント・エマニュエル
- クリスチャン・エンカーナシオン＝ストランド
- アダム・エンゲル
- メイソン・イングラート
- トリスティン・イングリッシュ
- ディートリック・エンス
- ニック・エンライト（英語版）
- ネイサン・イオバルディ
- ルーカス・アーセグ
- ロビー・アーリン
- J.C.エスカラ（英語版）
- ジョーイ・エステス
- ジェレマイア・エストラーダ
- デマーカス・エバンス
- ローガン・エバンス
- フィリップ・エバンス
- アレックス・ファエド
- ピート・フェアバンクス
- スチュアート・フェアチャイルド
- ベイリー・ファルター
- ジェイコブ・ファリア
- バック・ファーマー
- カイル・ファーマー
- ルーク・ファレル
- カルビン・フォーシェイ
- エリック・フェッド
- ハンター・フェデュシア
- ブレイディ・ファイグル（英語版）
- ライアン・フェルトナー
- ケイレブ・ファーガソン
- タイラー・ファーガソン（英語版）
- ライアン・フェルナンデス（英語版）
- デビッド・フェスタ
- マット・フェスタ
- J.P.ファイアライゼン
- ブランドン・フィネガン
- カイル・フィネガン
- ジョニー・フィールド
- ジョシュ・フィールズ
- ヒース・フィルマイヤー
- ブレイドン・フィッシャー（英語版）
- デレク・フィッシャー
- ネイト・フィッシャー（英語版）
- ジェイク・フィッシュマン（英語版）
- リチャード・フィッツ
- ライアン・フィッツジェラルド（英語版）
- タイラー・フィッツジェラルド
- ジェイ・フロー（英語版）
- ジャック・フレアティ
- ジョシュ・フレミング
- アーロン・フレッチャー
- デビッド・フレッチャー
- ドミニク・フレッチャー
- クリス・フレクセン
- バーナード・フローレス（英語版）
- ディラン・フローロ
- メイソン・フルハティ（英語版）
- ブライアン・フリン
- ジェイソン・フォーリー
- マイク・フォルテネービッチ
- ノーラン・フォンタナ（英語版）
- ニック・フォーテス
- ローガン・フォーサイス
- ジャスティン・フォスキュー
- マット・フォスター
- ダスティン・ファウラー
- ジェイク・フレイリー
- J.P.フランス
- タイ・フランス
- バウデン・フランシス
- ニック・フランクリン
- ケイレブ・フレア（英語版）
- アダム・フレイジャー
- クリント・フレイジャー
- アレックス・フリーランド
- カイル・フリーランド
- ケイレブ・フリーマン（英語版）
- コディ・フリーマン（英語版）
- フレディ・フリーマン
- マイク・フリーマン
- タイラー・フリーマン
- サル・フレリック
- マックス・フリード
- TJ・フリードル
- デビッド・フライ
- ジェイス・フライ
- ポール・フライ
- ジョシュ・フエンテス
- ブラクストン・フルフォード（英語版）
- カーソン・フルマー
- マイケル・フルマー
- コディ・ファンダーバーク（英語版）
- カイル・ファンクハウザー
- ハンター・ギャディス
- マット・ゲージ（英語版）
- ジョーイ・ギャロ
- アイザック・ギャロウェイ（英語版）
- ブレット・ガードナー
- ロッキー・ゲイル
- キャム・ギャラガー
- ザック・ガレン
- ベン・ギャメル
- アラミス・ガルシア
- ブランダイン・ガルシア（英語版）
- ブライアン・ガルシア
- グレッグ・ガルシア
- ルイス・ガルシア
- リコ・ガルシア（英語版）
- ロバート・ガルシア
- ニック・ガーデワイン（英語版）
- カイル・ガーリック
- アミール・ギャレット
- ブラクストン・ギャレット
- リード・ギャレット
- ライアン・ガートン
- ミッチ・ガーバー
- ジャスティン・ガーザ（英語版）
- ラルフ・ガーザ・ジュニア（英語版）
- ミッキー・ギャスパー（英語版）
- ロバート・ガッサー
- ケビン・ゴーズマン
- コーリー・ギアリン
- ザック・ゲロフ
- スクーター・ジェネット
- タイラー・ジェントリー（英語版）
- ジョーイ・ガーバー
- フランク・ヘルマン（英語版）
- ポール・ガーベイス（英語版）
- トレント・ジアンブローン（英語版）
- イアン・ギバウト
- ケイド・ギブソン（英語版）
- ドリュー・ギルバート
- ローガン・ギルバート
- タイラー・ギルバート
- ルーカス・ギルブレス
- ケン・ジャイルズ
- ローガン・ガレスピー（英語版）
- コナー・ギリスピー（英語版）
- ショーン・ギルマーティン
- ケビン・ジンケル
- J.T.ギン
- ルーカス・ジオリト
- ソーヤー・ギプソン＝ロング（英語版）
- マイケル・ギブンズ
- ザック・ゴドリー
- エリック・ゴーデル
- ポール・ゴールドシュミット
- オースティン・ゴンバー
- スティーブン・ゴンサルベス（英語版）
- トニー・ゴンソリン
- マルコ・ゴンザレス
- ニック・ゴンザレス
- エイドリアン・ゴンザレス
- チチ・ゴンザレス
- ロミー・ゴンザレス
- ハンター・グッドマン
- ニコ・グッドラム
- ニック・グッディー
- コルトン・ゴードン（英語版）
- ディー・ゴードン
- ニック・ゴードン
- タナー・ゴードン（英語版）
- マッケンジー・ゴア
- テレンス・ゴア
- ノーラン・ゴーマン
- アンソニー・ゴース
- マット・ゴースキー（英語版）
- ダニエル・ゴセット
- トレバー・ゴット
- アシュトン・グードー（英語版）
- ザック・グレインキー
- ザック・グラニット
- マット・グレース
- ゴードン・グレースフォ
- アンドレ・グラニーヨ（英語版）
- タイラー・グラスノー
- ケンドール・グレーブマン
- ブレット・グレーブス（英語版）
- ジョン・グレイ
- ジョサイア・グレイ
- ソニー・グレイ
- トリスタン・グレイ
- ジャスティン・グリム
- チャド・グリーン
- ザック・グリーン（英語版）
- ハンター・グリーン
- ライリー・グリーン
- シェーン・グリーン
- ランドル・グリチャック
- A.J.グリフィン
- トレント・グリシャム
- ボーン・グリソム
- ジョーダン・グロシャンズ
- ロビー・グロスマン
- ザック・グロッツ（英語版）
- マイケル・グローブ
- ショーン・ガンサー（英語版）
- ハビー・ゲラ
- テイラー・グリエリ（英語版）
- テイラー・ギルボー（英語版）
- プレストン・ギルメット
- テイラー・グシュー（英語版）
- ライアン・ガスト（英語版）
- ドルトン・ガスリー
- ジェド・ジョーコ
- エリック・ハース
- ジョシュ・ヘイダー
- ジャスティン・ヘイゲンマン（英語版）
- ジェイク・ヘイガー（英語版）
- サム・ハガーティ
- ジェシー・ハン
- デビッド・ヘイル
- ダリック・ホール
- DL・ホール
- マット・ホール（英語版）
- セス・ハルボーセン
- コール・ハメルズ
- ビリー・ハミルトン
- ケイレブ・ハミルトン（英語版）
- デビッド・ハミルトン
- イアン・ハミルトン
- ジェイソン・ハメル
- JD・ハマー
- ギャレット・ハンプソン
- エマーソン・ハンコック
- ブラッド・ハンド
- エリック・ハンホルド
- ブレナン・ハニフィー（英語版）
- ミッチ・ハニガー
- ジェイコブ・ハンネマン（英語版）
- イアン・ハップ
- ブレイン・ハーディ
- トーマス・ハリントン（英語版）
- ブレット・ハリス（英語版）
- ダスティン・ハリス（英語版）
- ホビー・ハリス（英語版）
- ホーガン・ハリス（英語版）
- マイケル・ハリス2世
- ウィル・ハリス
- カイル・ハリソン
- ブライス・ハーパー
- ライン・ハーパー
- カイル・ハート (左投手)
- ジェフ・ハートリーブ
- ライアン・ハートマン（英語版）
- ハンター・ハービー
- ジョー・ハービー
- トーマス・ハッチ
- アダム・ヘイズリー
- ロバート・ハッセル3世
- クリス・ハッチャー
- オースティン・ヘイズ
- ブレント・ヘッドリック（英語版）
- オースティン・ヘッジス
- ドニー・ハート
- ケブライアン・ヘイズ
- ルイス・ヘッド
- アンドリュー・ヒーニー
- ジョン・ヒーズリー
- ニック・ヒース
- ジョナ・ハイム
- タイラー・ハイネマン
- ベン・ヘラー
- マイケル・ヘルマン（英語版）
- ライアン・ヘルズリー
- ガナー・ヘンダーソン
- ローガン・ヘンダーソン（英語版）
- カイル・ヘンドリックス
- ライアン・ヘンドリックス
- ブレアー・ヘンリー（英語版）
- コール・ヘンリー（英語版）
- ペイトン・ヘンリー（英語版）
- トミー・ヘンリー（英語版）
- デビッド・ヘンズリー（英語版）
- サム・ヘンゲス
- ジミー・ハーゲット
- ケビン・ハーゲット（英語版）
- クリス・ハーマン
- マイケル・エルモシーヨ（英語版）
- デビッド・ヘルナンデス
- ジョナサン・ヘルナンデス
- ニック・ヘルナンデス（英語版）
- ティム・ヘリン
- DJ・ハーツ
- デビッド・ヘス
- コディ・ホイヤー
- ジェイソン・ヘイワード
- ヒース・ヘンブリー
- ブルワー・ヒックレン（英語版）
- アーロン・ヒックス
- ジョン・ヒックス
- ジョーダン・ヒックス
- カイル・ヒガシオカ
- P.J.ヒギンス（英語版）
- トレバー・ヒルデンバーガー
- キャム・ヒル（英語版）
- デレク・ヒル
- ギャレット・ヒル（英語版）
- ジェイデン・ヒル
- リッチ・ヒル
- ティム・ヒル
- サム・ヒリアード
- リース・ハインズ（英語版）
- ケストン・ヒウラ
- ショーン・ジェリー
- ポーター・ホッジ
- ブライアン・ホーイング
- ニコ・ホーナー
- ジェフ・ホフマン
- ノーラン・ホフマン（英語版）
- アンドリュー・ホフマン（英語版）
- ガナー・ホグランド
- ジョナサン・ホルダー
- コリン・ホルダーマン
- ブライアン・ホラデイ
- グレッグ・ホランド
- ジャクソン・ホリデイ
- ジョーダン・ホロウェイ
- ギャビン・ホロウェル（英語版）
- グラント・ホルマン（英語版）
- クレイ・ホームズ
- グラント・ホームズ
- タイラー・ホルトン
- ブレント・ハニーウェル・ジュニア
- J.J.フーバー
- TJ・ホプキンス（英語版）
- ベイリー・ホーン（英語版）
- ケイド・ホートン
- スペンサー・ホーウィッツ
- リース・ホスキンス
- タナー・ハウク
- ブレイディ・ハウス
- エイドリアン・ハウザー
- サム・ハワード
- ジェームズ・ホイト
- ブライアン・ハドソン
- ダコタ・ハドソン
- ジョー・ハドソン
- サム・ハフ
- ブランドン・ヒューズ
- クーパー・ハメル
- マーベリック・ハンドリー（英語版）
- トミー・ハンター
- スコット・ハースト
- カイル・ハート (右投手)
- ブラント・ハーター（英語版）
- ジェイコブ・ハーツバイス（英語版）
- ドリュー・ハッチソン
- ジョナサン・インディア
- コルトン・イングラム
- ジェイク・アービン
- カイル・イズベル
- タイラー・アイビー（英語版）
- アレックス・ジャクソン
- オースティン・ジャクソン
- ドリュー・ジャクソン（英語版）
- ジェレマイア・ジャクソン
- ルーク・ジャクソン
- ザック・ジャクソン
- ジョー・ジャックス（英語版）
- アレク・ジェイコブ
- ジョシュ・ジェームズ
- ドレイ・ジェイムソン
- トラビス・ジャンコウスキー
- ミッキー・ジャニス（英語版）
- ダニー・ジャンセン
- ブライス・ジャービス
- グリフィン・ジャックス
- タイラー・ジェイ（英語版）
- ドールトン・ジェフリーズ
- ライアン・ジェファーズ
- ジェイク・ジュエル（英語版）
- ジャクソン・ジョーブ
- コナー・ジョー
- ブライス・ジョンソン（英語版）
- ピアース・ジョンソン
- ダニエル・ジョンソン
- セス・ジョンソン（英語版）
- トロイ・ジョンストン
- デーモン・ジョーンズ（英語版）
- グレッグ・ジョーンズ
- ジャコビー・ジョーンズ
- ジャーメイ・ジョーンズ
- ジャレッド・ジョーンズ
- ネイト・ジョーンズ
- ノーラン・ジョーンズ
- ライアン・ジョンソン
- テイラー・ジョーンズ
- リーバイ・ジョーダン（英語版）
- ケイレブ・ジョゼフ
- ベン・ジョイス
- アーロン・ジャッジ
- コーリー・ジュルクス（英語版）
- ジェイス・ヤン
- ジョシュ・ヤン
- ジェイコブ・ジュニス
- ジャンソン・ジャンク
- エバン・ジャスティス（英語版）
- トミー・ケインリー
- コナー・カイザー（英語版）
- ロブ・カミンスキー（英語版）
- ジェームズ・カプリーリアン
- リッキー・カーチャー（英語版）
- ジェームズ・カリンチャク
- ネイサン・カーンズ
- カイル・キャロス（英語版）
- カール・カウフマン（英語版）
- ニコ・カバダス（英語版）
- C.J.ケイファス（英語版）
- スコット・カズミアー
- ルーク・キーシャル
- ダショーン・カーシー・ジュニア（英語版）
- コルト・キース
- ジャレッド・ケルニック
- ブラッド・ケラー
- ミッチ・ケラー
- ショーン・ケリー
- トレバー・ケリー
- カーソン・ケリー
- ケイシー・ケリー
- ジョー・ケリー
- ケビン・ケリー
- メリル・ケリー
- マイケル・ケリー（英語版）
- ザック・ケリー（英語版）
- オット・ケンプ（英語版）
- ブレット・ケネディ（英語版）
- バディ・ケネディ
- オリオン・カーケリング
- レイ・カー
- クレイトン・カーショウ
- グレイ・ケッシンジャー（英語版）
- ザック・ケント（英語版）
- カーター・キーブーム
- ケイレブ・キリアン
- クレイグ・キンブレル
- アイザイア・カイナー＝ファレファ
- ブライアン・キング（英語版）
- ジョン・キング
- マイケル・キング
- スコット・キンガリー
- タイラー・キンリー
- ブランドン・キンツラー
- ジョージ・カービー
- オースティン・キッチン（英語版）
- アンドリュー・キットレッジ
- ヘストン・カースタッド
- ウィル・クライン（英語版）
- ブランデン・クライン（英語版）
- ゲイブ・クロボシッツ（英語版）
- アダム・クロフェンスタイン（英語版）
- ランドン・ナック
- コーリー・クネイブル
- リース・カニーア（英語版）
- ダステン・ナイト（英語版）
- アンドリュー・キズナー
- グラント・クック（英語版）
- マット・クック
- ジャック・コハノウィッツ
- ジャレッド・ケイニグ
- ブロディ・コーナー（英語版）
- テイラー・コールウェイ（英語版）
- アダム・コラレック
- スティーブン・コレック
- マーク・コロスバリー（英語版）
- マイケル・コペック
- クリスチャン・コス（英語版）
- ジャクソン・カワー
- ケビン・クレイマー
- マックス・クラニック（英語版）
- エバン・クラベッツ（英語版）
- ジョーイ・クレイブル（英語版）
- ライアン・クレイドラー（英語版）
- ディーン・クレーマー
- ブルックス・クリスキー
- ザック・クリストファク（英語版）
- ジェイソン・クリザン（英語版）
- マット・クルック（英語版）
- ジャック・クルーガー（英語版）
- チャド・クール
- ジョエル・クーネル
- ニック・カーツ
- スティーブン・クワン
- トミー・ラステラ
- タイラー・レイデンドーフ（英語版）
- A.J.ラドウィグ（英語版）
- ブレイディ・レイル（英語版）
- トラビス・レイキンス
- ライアン・ラマー
- ジェイク・ラム
- ジョン・ラム
- ジミー・ランバート（英語版）
- アレックス・ラング
- シェイ・ランゲリアーズ
- ワイアット・ラングフォード
- トレバー・ラーナック
- ジャック・ラーセン（英語版）
- ジョー・ラソーサ（英語版）
- ジェイコブ・ラッツ
- エリック・ラウアー
- ブライアン・ラバスティーダ
- ジョーダン・ロウラー
- ケーシー・ローレンス
- マックス・レイザー
- カイル・レイヒー
- マイク・リーク
- ジョーダン・レジャー（英語版）
- ジャック・レザージック（英語版）
- ブルックス・リー
- チェイス・リー（英語版）
- ディラン・リー
- エバン・リー（英語版）
- カリル・リー
- コリー・リー
- ケイシー・レグミナ
- ジャック・ライター
- マーク・ライター・ジュニア
- DJ・ルメイユ
- ジェイコブ・ルモイン（英語版）
- ドミニク・レオン
- ジョシュ・レスター
- カイル・ルイス
- ロイス・ルイス
- アダム・リベラトーレ
- マシュー・リベラトーレ
- デイレン・ライル（英語版）
- ジェイコブ・リンドグレン
- ジェフ・リンドグレン（英語版）
- アンドレ・リプシウス（英語版）
- トレイ・リップスコーム
- ザック・リッテル
- ブレンドン・リトル
- ジャック・リトル
- ルーク・リトル
- ベン・ライブリー
- カイル・ロイド（英語版）
- カイル・ロブステイン（英語版）
- ティム・ロカストロ
- タイラー・ロックリア
- ブランドン・ロックリッジ
- ニック・ロドロ
- ニック・ロフティン（英語版）
- サム・ロング（英語版）
- シェド・ロング・ジュニア
- ジョーイ・ロパーフィド（英語版）
- クリスチャン・ロープス（英語版）
- ティム・ロープス
- ジェイコブ・ロペス
- ニッキー・ロペス
- ブラッド・ロード（英語版）
- マイケル・ローレンゼン
- アーロン・ループ
- リチャード・ラブレディ（英語版）
- レット・ラウダー
- ブランドン・ロウ
- ジョシュ・ロウ
- ナサニエル・ロウ
- ジェド・ラウリー
- イーストン・ルーカス（英語版）
- ジョーイ・ルケーシー
- ルーカス・リットキー
- セス・ルーゴ
- ネイサン・ルークス
- ジョーダン・ルプロウ
- ライアン・ルートス（英語版）
- ギャビン・ラックス
- ジョーダン・ライルズ
- ダニエル・リンチ
- タイラー・ライオンズ
- マニー・マチャド
- ジョシュ・マシジェウスキー（英語版）
- ウィリー・マッカイバー（英語版）
- タイ・マッデン
- ニック・マドリガル
- ブライ・マドリス（英語版）
- ドリュー・マッジ（英語版）
- マット・マギル
- タイラー・マーリー
- マイキー・マートック
- ルーク・メイリー
- アンソニー・マルドナード
- ジャスティン＝ヘンリー・マロイ（英語版）
- ショーン・マネイア
- トレイ・マンシーニ
- ジェイク・マンガム
- マット・マニング
- アレク・マノア
- ジョー・マンティプリー
- カイル・マンザード
- ディロン・メイプルズ
- ロン・マリナッシオ
- マイケル・マリオット
- ジェイク・マリスニック
- パーカー・マーケル（英語版）
- ケイド・マーロウ
- デベン・マレーロ
- ジェイコブ・マーシー（英語版）
- アレク・マーシュ
- ブランドン・マーシュ
- エバン・マーシャル
- オースティン・マーティン
- ブレット・マーティン
- クリス・マーティン
- コービン・マーティン
- デービス・マーティン
- リッチー・マーティン
- J.D.マルティネス
- ニック・マルティネス
- セス・マルティネス（英語版）
- マイケル・マッシー
- マイルズ・マストロブオーニ
- マーク・マシーアス（英語版）
- ジェフ・マシス
- ワイアット・マシセン
- J.J.マティジェビック
- ニック・メイトン
- フィル・メイトン
- ブライス・マシューズ
- ゼビー・マシューズ
- アイザック・マットソン（英語版）
- スティーブン・マッツ
- タイラー・マツェック
- ブランドン・マウラー
- ダスティン・メイ
- マーセロ・マイヤー
- ジャック・メイフィールド
- マイク・メイヤーズ
- コービー・メイヨ
- ティム・メイザ
- パトリック・マジーカ
- アダム・メイザー（英語版）
- クリス・マッツァ
- コーリー・マゾーニ（英語版）
- ザック・マカリスター
- ジェームズ・マッカーサー（英語版）
- ザック・マカリスター
- ジェームズ・マッキャン
- カイル・マッキャン
- ダレン・マキャックン（英語版）
- レジー・マクレーン（英語版）
- マット・マクレイン
- シェーン・マクラナハン
- ノーラン・マクリーン
- チャズ・マコーミック
- メイソン・マッコイ（英語版）
- グラント・マックレイ（英語版）
- アダム・マクリーリー（英語版）
- ランス・マッカラーズ
- カーソン・マクスカー（英語版）
- アンドリュー・マカッチェン
- ジェイク・マッカーシー
- ケビン・マッカーシー
- ギャレット・マクダニエルズ（英語版）
- チェイス・マクダーモット（英語版）
- ミッキー・マクドナルド（英語版）
- トレバー・マクドナルド（英語版）
- T.J.マクファーランド
- イーストン・マギー（英語版）
- スコット・マクガフ
- カイル・マゴウィン
- カイル・マグラス（英語版）
- マイケル・マグリービー
- リース・マグワイア
- ブレンダン・マッケイ
- デビッド・マッケイ（英語版）
- トリストン・マッケンジー
- ライアン・マケナ
- ビリー・マッキニー
- ザック・マッキンストリー
- ライアン・マクマホン
- ジョン・マクミロン（英語版）
- ジェフ・マクニール
- アレックス・マクレー（英語版）
- オースティン・メドウズ
- パーカー・メドウズ
- ジョン・ミーンズ
- ニック・ミアーズ（英語版）
- ウェイド・メックラー（英語版）
- ジェームズ・ミーカー（英語版）
- トレバー・メギル
- タイラー・メギル
- チェイス・メイドロス（英語版）
- ライアン・メイシンガー（英語版）
- セス・メヒアズブリーン
- マーク・マランソン
- MJ・メレンデス
- ジェイコブ・メルトン
- トロイ・メルトン（英語版）
- ダニー・メンディック
- ダニエル・メンデン
- マイケル・メルカド
- ジョーディー・マーサー
- ジャクソン・メリル
- ライアン・メリット
- ジュリアン・メリウェザー
- マット・マービス
- ベン・メイヤー（英語版）
- マックス・マイヤー
- ジェイク・マイヤーズ
- マイルズ・マイコラス
- キーナン・ミドルトン
- ウェイド・マイリー
- ドリュー・ミラス
- ボビー・ミラー
- ブラッド・ミラー
- ブライアン・ミラー（英語版）
- ブライス・ミラー
- エリック・ミラー
- イアン・ミラー
- ジャスティン・ミラー
- メイソン・ミラー
- オーウェン・ミラー
- ライアン・ミラー
- シェルビー・ミラー
- タイソン・ミラー
- アレク・ミルズ
- ワイアット・ミルズ（英語版）
- ホビー・ミルナー
- トミー・ミローン
- A.J.ミンター
- アンソニー・ミセビッチ
- キャメロン・マイズナー
- ジェイコブ・ミジオロウスキー
- ブライアン・ミッチェル
- カル・ミッチェル
- ギャレット・ミッチェル
- ケイシー・マイズ
- カルメン・ムジンスキー
- ネイト・マンドゥー（英語版）
- ココ・モンテス
- パトリック・モンテベルデ（英語版）
- アダルベルト・モンデシー
- ミッキー・モニアック
- コルソン・モンゴメリー
- ジョーダン・モンゴメリー
- メイソン・モンゴメリー
- ブライアン・モラン
- コリン・モラン
- ブライス・モンテス・デ・オカ
- アダム・ムーア
- アンドリュー・ムーア
- クリスチャン・ムーア
- ディラン・ムーア
- マット・ムーア
- マッキンリー・ムーア（英語版）
- サム・モール
- デビッド・モーガン（英語版）
- イーライ・モーガン
- コディ・モリス（英語版）
- チャーリー・モートン
- マイク・モーリン
- ライアン・マウントキャッスル
- ザック・マッケンハーン（英語版）
- セドリック・マリンズ
- マックス・マンシー (1990年生の内野手)
- マックス・マンシー (2002年生の内野手)
- ノア・マードック（英語版）
- ペン・マーフィー
- クリス・マーフィー（英語版）
- ジョン・ライアン・マーフィー
- ショーン・マーフィー
- トム・マーフィー
- ハリソン・マスグレーブ
- ジョー・マスグローブ
- パーカー・ムシンスキー（英語版）
- デーン・マイヤーズ
- トバイアス・マイヤーズ
- トミー・ナンス（英語版）
- タイラー・ネイキン
- アンドリュー・ナーディ
- ニック・ナストリーニ（英語版）
- ジャック・ニーリー（英語版）
- ニック・ネイダート（英語版）
- ジミー・ネルソン
- カイル・ネルソン
- ライン・ネルソン
- パット・ネシェック
- ザック・ネト
- ジェイク・ニューベリー
- ショーン・ニューカム
- ケビン・ニューマン
- ブレット・ニコラス
- カイル・ニコラス（英語版）
- ダグ・ニカジー（英語版）
- ブランドン・ニモ
- ビニー・ニットリ（英語版）
- ライアン・ノダ
- スティーブン・ノゴセク
- ジョン・ノゴースキー
- アーロン・ノラ
- オースティン・ノラ
- ショーン・ノリン
- ジェイク・ノル（英語版）
- ラーズ・ヌートバー
- コナー・ノルビー
- バド・ノリス
- ダニエル・ノリス
- アーロン・ノースクラフト
- ジェームズ・ノーウッド（英語版）
- ジェイコブ・ノッティンガム
- ドム・ヌニェス
- ナシム・ヌニェス
- ビダル・ヌーニョ
- ライリー・オブライエン（英語版）
- クリス・オグレディ（英語版）
- トレバー・オークス（英語版）
- ベイリー・オーバー
- ジョゼフ・オドム（英語版）
- ジェイク・オドリッジ
- ライアン・オハーン
- ピアソン・オール（英語版）
- ローガン・オーハッピー
- ブライアン・オキーフィ（英語版）
- スティーブン・オカート
- クリス・オーキー（英語版）
- ジャレッド・オリバ
- マット・オルソン
- リース・オルソン
- タイラー・オルソン
- ジョナサン・オルネラス
- ケイレブ・オルト（英語版）
- ジョーイ・オルティス
- ルイス・オルティス
- エリック・オージー
- ジョシュ・オーシック
- ダン・オテロ
- アダム・オッタビーノ
- グレン・オット
- ジェームズ・アウトマン
- コナー・オーバートン
- ハンター・オーウェン（英語版）
- タイラー・オーウェンス（英語版）
- クリス・オーウィングス
- クリス・パダック
- ニコラス・パディーヤ（英語版）
- ケビン・パドロ（英語版）
- ジョシュ・パラシオス
- リッチー・パラシオス
- ジェイク・パリッシュ（英語版）
- アンドレ・パランテ
- カーソン・パームクイスト（英語版）
- ジョー・パルンボ（英語版）
- マイケル・パピースキー（英語版）
- ブレイク・パーカー
- ジャレット・パーカー
- ミッチェル・パーカー
- カイレン・パリス
- ビニー・パスカンティーノ
- チャド・パトリック
- スペンサー・パットン
- グラハム・ポーリー（英語版）
- ペドロ・パヤノ（英語版）
- タイラー・ペイン（英語版）
- ジェームズ・パゾス
- ブラッド・ピーコック
- マット・ピーコック（英語版）
- ネイト・ピアーソン
- ジョク・ピーダーソン
- C.D.ペルハム（英語版）
- ウォルター・ペニントン（英語版）
- ザック・ペンロッド（英語版）
- ライアン・ペピオ
- サミー・ペラルタ（英語版）
- ジョー・ペレス（英語版）
- ブレイク・パーキンス
- ジャック・パーキンス（英語版）
- デビッド・ピーターソン
- ジェイス・ピーターソン
- ティム・ピーターソン
- ジェイク・ペトリッカ
- チェイス・ペティ
- ブランドン・ファート
- トミー・ファム
- ブランドン・フィリップス
- ブレット・フィリップス
- コナー・フィリップス
- エバン・フィリップス
- タイラー・フィリップス
- コナー・ピルキントン（英語版）
- ライリー・パイント
- ジョナサン・ピンタロ（英語版）
- スティーブン・ピスコッティ
- マイケル・プラスマイヤー（英語版）
- ザック・プリーサック
- ニック・プラマー
- コリン・ポシェ
- A.J.ポロック
- ダニエル・ポンセデレオン
- ドリュー・ポメランツ
- ショーン・ポッペン（英語版）
- ローガン・ポーター（英語版）
- コディ・ポティート
- PJ・ポウリン（英語版）}}
- ケイド・ポビッチ
- マックス・ポブシー（英語版）
- ブーグ・パウエル
- ボビー・ポイナー（英語版）
- ニック・プラット
- ライアン・プレスリー
- クイン・プリースター
- フォード・プロクター（英語版）
- オースティン・プルイット
- A.J.パック
- ケビン・クェッケンブッシュ
- ロマン・クイン
- コール・レイガンズ
- タナー・レイニー
- カル・ローリー
- ブルックス・ラリー
- ルーク・ラリー
- ニール・ラミレス
- ニック・ラミレス（英語版）
- ノエ・ラミレス
- ロエル・ラミレス（英語版）
- レーン・ラムゼイ（英語版）
- ドリュー・ラスムッセン
- ジョン・レイブ（英語版）
- コーリー・レイ
- ロビー・レイ
- コリン・レイ
- J.T.リアルミュート
- コディ・リード
- ジェイク・リード（英語版）
- マイケル・リード（英語版）
- ショーン・リード＝フォーリー
- ジャクソン・リーツ（英語版）
- ロブ・レフスナイダー
- ザック・レイニンジャー（英語版）
- ザック・レミアード（英語版）
- トニー・レンダ（英語版）
- ハンター・レンフロー
- ジョーイ・リッカード
- アンソニー・レンドン
- アレックス・レイエス
- ブライアン・レイノルズ
- ショーン・レイノルズ
- ジェイコブ・レイム
- ベン・ライス
- クレイトン・リチャード
- ギャレット・リチャーズ
- トレバー・リチャーズ
- ライオン・リチャードソン（英語版）
- JT・リドル
- スティーブン・ライディングス
- オースティン・ライリー
- ライアン・リッター
- アルフォンソ・リーバス（英語版）
- T.J.リベラ
- アンソニー・リゾ
- タナー・ロアーク
- ダニエル・ロバート（英語版）
- イーサン・ロバーツ
- ダニエル・ロバートソン
- デビッド・ロバートソン
- クレイマー・ロバートソン（英語版）
- ニック・ロバートソン（英語版）
- ウィル・ロバートソン（英語版）
- チャッキー・ロビンソン（英語版）
- ジョー・ロック（英語版）
- クマー・ロッカー
- アラン・ロデン（英語版）
- ブレイディ・ロジャース
- ブレンダン・ロジャース
- カルロス・ロドン
- クリス・ロドリゲス
- デレック・ロドリゲス
- グレイソン・ロドリゲス
- ショーン・ロドリゲス
- チャズ・ロー
- ジェイク・ロジャース
- ジョシュ・ロジャース（英語版）
- テイラー・ロジャース
- トレバー・ロジャース
- タイラー・ロジャース
- ジョシュ・ロハス
- ライアン・ロリソン
- クリス・ローラー（英語版）
- ドリュー・ロム
- オースティン・ロマイン
- サル・ロマノ
- ジョジョ・ロメロ
- セス・ロメロ
- トミー・ロメロ
- ドリュー・ロモ
- セルジオ・ロモ
- ブレント・ルッカー
- ベン・ロートベット
- ジョー・ロス
- タイソン・ロス
- ザック・ロスカップ
- バビー・ロスマン（英語版）
- ランデン・ループ
- ベン・ローウェン
- クリス・ローリー
- クリス・ロイクロフト（英語版）
- ライアン・ルア
- マイケル・ラッカー（英語版）
- ダリン・ラフ
- キャメロン・ラップ
- ダルトン・ラッシング
- クリス・ルーシン
- ブレイク・ラザーフォード（英語版）
- ジャクソン・ラットリッジ
- アドリー・ラッチマン
- ジョー・ライアン
- カイル・ライアン
- リバー・ライアン
- ライダー・ライアン（英語版）
- マーク・ゼプチンスキー
- アンドリュー・サールフランク（英語版）
- ブレイク・セイボル
- コナー・サゼック（英語版）
- トーマス・サジェイシー
- クリス・セール
- ジェフ・サマージャ
- エイドリアン・サンプソン
- アーロン・サンチェス
- キャム・サンダース（英語版）
- フェニックス・サンダース
- ニック・サンドリン
- ジェイビエン・サンドリッジ（英語版）
- ドニー・サンズ
- コール・サンズ
- パトリック・サンドバル
- ヘクター・サンティアゴ
- トニー・サンティラン
- テイラー・ソーセド
- マット・サウアー
- ジョシュ・スボーツ
- ロブ・スケーヒル
- マック・サローラー（英語版）
- ノーラン・シャヌエル
- スコット・シェブラー
- マックス・シャーザー
- キャム・シュリトラー
- ケイシー・シュミット
- クラーク・シュミット
- ダニエル・シュニーマン
- デービス・シュナイダー
- ジョン・シュライバー
- ライアン・シンフ
- ジェシー・ショルテンズ（英語版）
- マックス・シューマン
- ジェイミー・シュルツ（英語版）
- パクストン・シュルツ（英語版）
- アーロン・シャンク（英語版）
- マックス・シュロック
- カイル・シュワーバー
- スペンサー・シュウェレンバック
- クリスチャン・スコット
- ロビー・スコット
- タナー・スコット
- ビクター・スコット2世
- トロイ・スクリブナー（英語版）
- アンドレ・スクラブ
- コナー・シーボルド（英語版）
- コーリー・シーガー
- チャンドラー・シーグル（英語版）
- JP・シアーズ
- ポール・シーウォルド
- コディ・セドロック（英語版）
- アンソニー・シーグラー（英語版）
- コリン・セルビー
- サム・セルマン（英語版）
- マーカス・セミエン
- ヘイデン・センガー（英語版）
- ニック・センゼル
- ブライアン・サーブン
- ボブ・シーモア（英語版）
- カーソン・シーモア（英語版）
- イアン・シーモア（英語版）
- ジャスティン・シェーファー（英語版）
- スターリング・シャープ（英語版）
- ブライアン・ショウ
- クリス・ショウ
- マット・ショウ
- マイク・ショアリン（英語版）
- エメット・シーハン
- ギャビン・シーツ
- ジョーダン・シェフィールド
- ジャスティス・シェフィールド
- ジミー・シェフィー
- オースティン・シェントン
- チャンドラー・シェパード（英語版）
- ライアン・シェリフ
- ブレイデン・シューメイク
- ブレイデン・シップリー
- ザック・ショート
- チェイスン・シュリーブ
- J.B.シャック
- チェイス・シュガート（英語版）
- ジャレッド・シュスター
- マイク・シアニ（英語版）
- チェイス・シルセス
- シェイ・シモンズ
- チャンドラー・シンプソン
- ジョシュ・シンプソン（英語版）
- ルーカス・シムズ
- ブレイディ・シンガー
- ジョン・シングルトン
- トニー・シップ
- チャンス・シスコ
- エバン・シスク（英語版）
- ブランダイン・シッティンガー（英語版）
- ポール・スキーンズ
- エリック・スコグランド
- マット・スコール（英語版）
- タリック・スクーバル
- ダン・スラニア（英語版）
- ジャスティン・スレイテン
- オースティン・スレイター
- イーサン・スモール
- デビン・スメルツァー
- バーチ・スミス
- ケイレブ・スミス
- キャム・スミス
- カーソン・スミス
- チャド・スミス
- ドミニク・スミス
- ドリュー・スミス
- ディラン・スミス
- ジョシュ・スミス (左投手)（英語版）
- ジョシュ・スミス (内野手)
- ケバン・スミス
- ケビン・スミス
- マレックス・スミス
- マーフィー・スミス（英語版）
- ペイビン・スミス
- ライリー・スミス
- シェーン・スミス
- ウィル・スミス (投手)
- ウィル・スミス (捕手)
- キャナン・スミス＝エンジグバ
- AJ・スミス＝ショウバー
- ジョシュ・スモーカー
- ドリュー・スマイリー
- カービー・スニード（英語版）
- ブレイク・スネル
- D.J.スネルテン（英語版）
- コリン・スナイダー
- ニック・スナイダー
- チャド・ソボトカ
- タイラー・ソーダーストロム
- エリック・ソガード
- ニック・ソガード（英語版）
- ニック・ソラック
- ジャレッド・ソロモン（英語版）
- ピーター・ソロモン（英語版）
- エリオット・ソト（英語版）
- ベネット・スーザ（英語版）
- コーリー・スパンジェンバーグ
- アレックス・スピース（英語版）
- ゲイブ・スパイアー
- ミッチ・スペンス
- カーソン・スパイアーズ
- シェイ・スピッツバース（英語版）
- ジョージ・スプリンガー
- ジェフリー・スプリングス
- ロック・セントジョン（英語版）
- ジェイコブ・スタリングス
- エリック・スタメッツ（英語版）
- ライン・スタネック
- ジャンカルロ・スタントン
- コディ・ステイシャク
- マックス・スタッシ
- ジョシュ・ストゥーモント
- ドリュー・ステッケンライダー
- ジャスティン・スティール
- スペンサー・スティアー
- マイケル・ステファニック
- トレバー・ステファン
- ジャクソン・スティーブンス
- ジャスティン・スターナー（英語版）
- チャド・スティーブンス（英語版）
- ロバート・スティーブンソン
- タイラー・スティーブンソン
- カル・スティーブンソン
- ブロック・スチュワート
- クリス・スチュワート
- クリスティン・スチュワート
- DJ・スチュワート
- コール・スチュワート
- ジョナサン・スティーバー
- トロイ・ストークス・ジュニア（英語版）
- ギャビン・ストーン
- リーバイ・スタウト
- クリス・ストラットン
- ハンター・ストラットン
- トレバー・ストーリー
- ブライソン・ストット
- マイルズ・ストロー
- ケイド・ストロード（英語版）
- カイル・ストワーズ
- ハンター・ストリックランド
- スペンサー・ストライダー
- マット・ストラム
- ピーター・ストレゼレッキ
- ギャレット・スタッブス
- ダニエル・スタンフ
- マーカス・ストローマン
- アンドリュー・スアレス
- ブレット・サリバン
- コール・サルサー
- ブレント・スーター
- マット・スバンソン（英語版）
- ジャック・スウィンスキー
- アンドリュー・スザック
- トラビス・スワガティ
- ダンズビー・スワンソン
- エリック・スワンソン
- マット・スワーマー（英語版）
- アンソニー・スウォーザック
- トレイ・スウィーニー
- デビン・スウィート（英語版）
- ブレイク・スワイハート
- ノア・シンダーガード
- マット・シーザー
- トーマス・ズパッキ
- フレディ・ターノック
- スティーブン・タープリー
- ディロン・テイト
- マイク・トークマン
- ティム・タワ
- ボー・テイラー
- ベン・テイラー（英語版）
- ブレイク・テイラー
- クリス・テイラー
- グラント・テイラー
- ジョシュ・テイラー
- マイケル・テイラー
- サマド・テイラー
- トロイ・テイラー
- タイロン・テイラー
- カイル・ティール
- ロウディ・テレス
- ブライス・テオドシオ（英語版）
- ライアン・テペラ
- カーティス・テリー（英語版）
- ジャクソン・テトロー（英語版）
- マット・サイス
- ケイレブ・シールバー
- アレク・トーマス
- コルビー・トーマス（英語版）
- コナー・トーマス（英語版）
- レーン・トーマス
- ライラン・トーマス（英語版）
- タイラー・ソーンバーグ
- バッバ・トンプソン
- キーガン・トンプソン
- メイソン・トンプソン
- ライアン・トンプソン
- トレイス・トンプソン
- ザック・トンプソン (右投手)
- ザック・トンプソン (左投手)
- トレント・ソーントン
- ドリュー・ソープ
- タイ・タイス（英語版）
- ブレイド・ティドウェル
- チャーリー・ティルソン
- マイケル・トグリア
- タイラー・トルバート（英語版）
- アンドリュー・トールズ
- カアイ・トム（英語版）
- ジョシュ・トムリン
- ケルビー・トムリンソン
- マイケル・トンキン
- ジャスティン・トーパ
- スペンサー・トーケルソン
- カルロス・トーレス
- テイラー・トランメル
- デボン・トラビス
- サム・トラビス
- ブレイク・トレイネン
- アラン・トレホ
- ホセ・トレビーノ
- アンドリュー・トリッグス
- ジャレッド・トリオロ
- ルー・トリビーノ
- ニック・トロピアーノ
- マイク・トラウト
- カイル・タッカー
- サム・トゥイバイララ
- タナー・タリー（英語版）
- ブライス・トゥラング
- スペンサー・ターンブル
- ジャスティン・ターナー
- スチュアート・ターナー（英語版）
- トレイ・ターナー
- トゥーキー・トゥーサン
- カイル・タイラー
- エリック・ユエルメン（英語版）
- デュアン・アンダーウッド・ジュニア
- ジャスティン・アップトン
- パット・バライカ
- クリス・バリモント（英語版）
- リッキー・バナスコ
- ジョシュ・バンミター
- ローガン・バンウェイ（英語版）
- ジェイソン・バルガス
- ガス・バーランド（英語版）
- ルイ・バーランド
- ドールトン・バーショ
- マイク・バシル（英語版）
- アンドリュー・バスケス（英語版）
- ジェリー・バスト（英語版）
- アンドリュー・ボーン
- テリン・バブラ
- ザック・ビーン
- アンドリュー・ベラスケス
- ビンス・ベラスケス
- アンソニー・ベネジアーノ（英語版）
- アレックス・ベルドゥーゴ
- パット・ベンディット
- ジャスティン・バーランダー
- ジョニー・ベンタース
- ニック・ベスピ（英語版）
- アレックス・ベシア
- ウィル・ベスト
- キャム・ビュー（英語版）
- マーク・ビエントス
- マット・ビアリング
- ライアン・ビラーデ
- イーライ・ビヤロボス（英語版）
- デビッド・ビヤー（英語版）
- ニック・ビンセント
- ダリウス・バインズ
- ビクター・ボドニック
- アンソニー・ボルピー
- クリス・ボルスタッド
- マイケル・ワカ
- ブランドン・ワッデル
- コナー・ウェイド（英語版）
- ラマン・ウェイド・ジュニア
- タイラー・ウェイド
- エリック・ワガマン
- ウィル・ワグナー
- ジェイコブ・ワゲスパック
- コール・ウェイテス（英語版）
- ボビー・ウォール
- マーカス・ウォルデン
- ケン・ウォルディチャック
- ミッチ・ウォルディング
- ハーストン・ウォルドレップ
- マット・ウォルドロン
- クリスチャン・ウォーカー
- ジェレミー・ウォーカー
- ジョシュ・ウォーカー（英語版）
- ジョーダン・ウォーカー
- ライアン・ウォーカー
- スティール・ウォーカー（英語版）
- タイフアン・ウォーカー
- フォレスト・ウォール
- チャド・ウォーラック
- マット・ウォールナー
- テイラー・ウォールス
- ジェイク・ウォルシュ（英語版）
- ジャレッド・ウォルシュ
- ブレイク・ウォルストン
- ブランドン・ウォルター（英語版）
- アンドリュー・ウォルターズ（英語版）
- ドノバン・ウォルトン（英語版）
- アンドリュー・ワンツ
- テイラー・ウォード
- タデウス・ウォード
- アート・ウォーレン
- オースティン・ウォーレン
- ウィル・ウォーレン
- ドリュー・ウォーターズ
- ライアン・ウェザース
- ルーク・ウィーバー
- ジェイコブ・ウェブ
- ローガン・ウェブ
- タイラー・ウェブ
- ライアン・ウェバー
- アレン・ウェブスター
- ジョーダン・ウィームス
- パトリック・ワイゲル
- デービス・ウェンゼル（英語版）
- ジョーイ・ウィーマー
- ザック・ワイス
- グレッグ・ワイサート
- コルトン・ウェルカー
- オースティン・ウェルズ
- タイラー・ウェルズ
- ジョーイ・ウェンドル
- ジョーイ・ウェンツ
- ヘイデン・ウェズネスキー
- ジェイミー・ウェストブルック
- カーソン・ウィズンハント
- コディ・ウィットリー
- シェイ・ウィットコム（英語版）
- ブレンダン・ホワイト
- イーライ・ホワイト
- エバン・ホワイト
- オーウェン・ホワイト
- チェイス・ウィットリー
- フォレスト・ウィットリー
- コディ・ウィットリー
- ギャレット・ウィットロック
- ブラッド・ウィック
- ジョーダン・ウィックス
- マット・ウィータース
- ザック・ウィーラー
- コリン・ワイルズ（英語版）
- ネイサン・ワイルズ（英語版）
- スティービー・ウィルカーソン
- アリカ・ウィリアムズ
- オーステン・ウィリアムズ（英語版）
- デビン・ウィリアムズ
- ギャビン・ウィリアムズ
- ジャスティン・ウィリアムズ
- ルーク・ウィリアムズ（英語版）
- メイソン・ウィリアムズ
- テイラー・ウィリアムズ
- トレバー・ウィリアムズ
- ベン・ウィリアムソン
- ブランドン・ウィリアムソン
- エイモス・ウィリンガム（英語版）
- ブライス・ウィルソン
- コディ・ウィルソン（英語版）
- ジェイコブ・ウィルソン
- ジャスティン・ウィルソン
- マーカス・ウィルソン
- スティーブン・ウィルソン
- ウェストン・ウィルソン
- ウィル・ウィルソン（英語版）
- アラン・ワイナンス
- ジョシュ・ウィンコウスキー
- ジョシュ・ウィンダー
- ダニエル・ウィンクラー
- ジェイク・ウィンカー（英語版）
- ジェシー・ウィンカー
- コール・ウィン
- キートン・ウィン（英語版）
- メイシン・ウィン
- ブレット・ワイズリー（英語版）
- マット・ウィスラー
- ボビー・ウィット・ジュニア
- ニック・ウィットグレン
- アッシャー・ウォジェハウスキー
- ジャクソン・ウルフ
- グラント・ウルフラム（英語版）
- トニー・ウォルターズ
- ジェイク・ウォン（英語版）
- キーン・ウォン
- コナー・ウォン
- ブライアン・ウー
- アレックス・ウッド
- ブレイク・ウッド
- ハンター・ウッド
- ジェームズ・ウッド
- トラビス・ウッド
- ジェイク・ウッドフォード
- ブランドン・ウッドラフ
- ウィリアム・ウッズ（英語版）
- シメオン・ウッズ・リチャードソン
- ブランドン・ワークマン
- ゲージ・ワークマン
- マット・ウォザースプーン（英語版）
- カイル・ライト
- マイク・ライト・ジュニア
- スティーブン・ライト
- ジャスティン・ロブレスキー
- ランディ・ウイン（英語版）
- オースティン・ウィンズ（英語版）
- ジミー・ヤカボニス（英語版）
- エリック・ヤン（英語版）
- ライアン・ヤーブロー
- エリック・ヤードリー
- マイク・ヤストレムスキー
- カービー・イエーツ
- クリスチャン・イエリッチ
- クレイグ・ヨホ（英語版）
- ニック・ヨーク
- アレックス・ヤング
- アンドリュー・ヤング（英語版）
- ブランドン・ヤング（英語版）
- クリス・ヤング
- コール・ヤング
- ダニー・ヤング
- ジェイコブ・ヤング
- マイク・ザガースキー
- マーク・ザグニス
- ダニエル・ザモラ
- セビー・ザバラ
- ライアン・ゼファージャン（英語版）
- T.J.ゾイク
- ブラッドリー・ジマー
- カイル・ジマー
- ブルース・ジマーマン
- タイラー・ズーバー（英語版）
- トニー・ジック

## 中南米

### アルバ
- ザンダー・ボガーツ
- チャドウィック・トロンプ

### バハマ
- ジャズ・チザム・ジュニア
- ルーシャス・フォックス

### ブラジル
- ヤン・ゴームズ
- チアゴ・ビエイラ

### コロンビア
- ホルヘ・アルファーロ
- ジェイアー・カマルゴ（英語版）
- グスタボ・キャンペロ（英語版）
- ナビル・クリスマット
- ディディエル・フエンテス（英語版）
- オスカー・メルカド
- ルイス・パティーノ
- ホセ・キンタナ
- ハロルド・ラミレス
- ヨン・ロメロ（英語版）
- レイベル・サンマルティン
- ドノバン・ソラーノ
- フリオ・テヘラン
- ジオバニー・ウルシェラ
- メイブリス・ビロリア
- ギレルモ・ズニガ

### キューバ
- ホセ・アブレイユ
- ヨルダン・アルバレス
- ランディ・アロサレーナ
- ミチェル・バエス
- ホセ・バレロ
- ダイロン・ブランコ
- ロナルド・ボラニョス（英語版）
- イェニエル・カノ
- アロルディス・チャップマン
- オスカー・コラス
- ネスター・コーテズ
- アレドミス・ディアス
- ヤンディ・ディアス
- ユスニエル・ディアス
- Lua エラー: too many expensive function calls
- ヤンキール・フェルナンデス
- アドリス・ガルシア
- ヤズマニ・グランダル
- ルルデス・グリエル・ジュニア
- ユリ・グリエル
- ブラディミール・グティエレス
- デイスベル・ヘルナンデス
- ヤディエル・ヘルナンデス
- アンディ・イバニェス
- ホセ・イグレシアス
- ライセル・イグレシアス
- ペドロ・レオン
- Lua エラー: too many expensive function calls
- Lua エラー: too many expensive function calls
- ビクトル・メサ・ジュニア
- ヨアン・モンカダ
- Lua エラー: too many expensive function calls
- アドリアン・モレホン
- ダリエン・ヌニェス
- ホルヘ・オーニャ
- ヨハン・オビエド
- アンディ・パヘス
- シオネル・ペレス
- エドガー・クエロ
- Lua エラー: too many expensive function calls
- Lua エラー: too many expensive function calls
- ルイス・ロベルト・ジュニア
- ジャリエル・ロドリゲス
- Lua エラー: too many expensive function calls
- ミゲル・バルガス
- ヨスバー・ズルエタ

### キュラソー
- オジー・アルビーズ
- ケンリー・ジャンセン
- ジュリクソン・プロファー
- セダン・ラファエラ
- ジョナサン・スコープ
- アンドレルトン・シモンズ

### ドミニカ共和国
- フェルナンド・エイバッド
- ブライアン・アブレイユ
- ドミンゴ・アセベド
- ウィリー・アダメス
- ヨアン・アドン
- ハンサー・アルベルト
- ホルヘ・アルカラ
- ケビン・アルカンタラ
- サンディ・アルカンタラ
- セルジオ・アルカンタラ
- ビクター・アルカンタラ
- Lua エラー: too many expensive function calls
- アダエル・アマダー
- ミゲル・アンドゥハー
- ペドロ・アラウホ
- アビアタル・アベリーノ
- ペドロ・バエズ
- Lua エラー: too many expensive function calls
- ルイス・バレラ
- サミュエル・バサロ
- フェリックス・バティスタ
- ブライアン・ベイオ
- Lua エラー: too many expensive function calls
- Lua エラー: too many expensive function calls
- Lua エラー: too many expensive function calls
- オスバルド・ビド
- ロネル・ブランコ
- エミリオ・ボニファシオ
- ホルヘ・ボニファシオ
- ワスカル・ブラゾバン
- ジョニー・ブリトー
- ビダル・ブルハーン
- Lua エラー: too many expensive function calls
- エドワード・カブレラ
- ヘネシス・カブレラ
- マウリシオ・カブレラ
- Lua エラー: too many expensive function calls
- ジュニオール・カミネロ
- アレクサンダー・カナリオ
- ロビンソン・カノ
- ディエゴ・カスティーヨ
- Lua エラー: too many expensive function calls
- ルイス・F・カスティーヨ
- ルイス・M・カスティーヨ
- Lua エラー: too many expensive function calls
- ミゲル・カストロ
- ロドルフォ・カストロ
- スターリン・カストロ
- Lua エラー: too many expensive function calls
- サンティアゴ・カシーヤ
- ジルベルト・セレスティーノ
- Lua エラー: too many expensive function calls
- ホセ・シスネロ
- エマヌエル・クラセ
- ジョナタン・クラセ
- アレックス・コロメ
- ロアンシー・コントレラス
- Lua エラー: too many expensive function calls
- オニール・クルーズ
- ライナー・クルーズ
- Lua エラー: too many expensive function calls
- ホセ・クアス
- ジョニー・クエト
- Lua エラー: too many expensive function calls
- ミゲル・デルポソ
- ブライアン・デラクルーズ
- エリー・デラクルーズ
- エニエル・デロスサントス
- Lua エラー: too many expensive function calls
- イェリー・デロスサントス
- ホセ・デバース
- ラファエル・デバース
- Lua エラー: too many expensive function calls
- ジャイネル・ディアス
- Lua エラー: too many expensive function calls
- ウィルマー・ディフォ
- Lua エラー: too many expensive function calls
- ジェイソン・ドミンゲス
- セランソニー・ドミンゲス
- カミロ・ドバル
- Lua エラー: too many expensive function calls
- エセキエル・デュラン
- ヨアン・デュラン
- エドウィン・エンカーナシオン
- ヘラル・エンカーナシオン
- サンティアゴ・エスピナル
- カルロス・エステベス
- ジェウリス・ファミリア
- Lua エラー: too many expensive function calls
- ホセ・ファーミン (内野手)
- Lua エラー: too many expensive function calls
- フリアン・フェルナンデス
- Lua エラー: too many expensive function calls
- ペドロ・フロリモン
- ワンダー・フランコ
- ルイス・フリアス
- デイビー・ガルシア
- Lua エラー: too many expensive function calls
- エドガー・ガルシア
- ハーリン・ガルシア
- レウリー・ガルシア
- ルイス・ガルシア
- ロニー・ガルシア
- イーミ・ガルシア
- ドミンゴ・ヘルマン
- ルイス・ヒール
- ミゲル・ゴメス
- エリック・ゴンザレス
- メランディ・ゴンザレス
- Lua エラー: too many expensive function calls
- ガブリエル・ゲレーロ
- Lua エラー: too many expensive function calls
- ケルビン・グティエレス
- Lua エラー: too many expensive function calls
- ロナルド・グーズマン
- ロニー・ヘンリケス
- Lua エラー: too many expensive function calls
- Lua エラー: too many expensive function calls
- Lua エラー: too many expensive function calls
- マルコ・ヘルナンデス
- テオスカー・ヘルナンデス
- Lua エラー: too many expensive function calls
- クリスチャン・ハビエル
- ダニー・ヒメネス
- エロイ・ヒメネス
- Lua エラー: too many expensive function calls
- Lua エラー: too many expensive function calls
- Lua エラー: too many expensive function calls
- ディネルソン・ラメット
- Lua エラー: too many expensive function calls
- ラモン・ラウレアーノ
- ホセ・ルクラーク
- Lua エラー: too many expensive function calls
- Lua エラー: too many expensive function calls
- Lua エラー: too many expensive function calls
- オット・ロペス
- レイナルド・ロペス
- マルコ・ルシアーノ
- Lua エラー: too many expensive function calls
- ノマー・マザラ
- マニュエル・マーゴット
- ブライリン・マルケス
- ホセ・マルテ
- ケーテル・マルテ
- Lua エラー: too many expensive function calls
- ノエルビ・マルテ
- スターリング・マルテ
- アンヘル・マルティネス
- カルロス・マルティネス
- ジャスティン・マルティネス
- オレルビス・マルティネス
- ホルヘ・マテオ
- ロニー・マウリシオ
- ルイス・メディーナ
- エリック・メヒア
- フランシスコ・メヒア
- J.C.メヒア
- Lua エラー: too many expensive function calls
- Lua エラー: too many expensive function calls
- ヤーミン・メルセデス
- Lua エラー: too many expensive function calls
- フアン・ミナヤ
- クリストファー・モレル
- ダウリ・モレタ
- フランキー・モンタス
- ラファエル・モンテロ
- Lua エラー: too many expensive function calls
- Lua エラー: too many expensive function calls
- ジャイロ・ムニョス
- ヘクター・ネリス
- フアン・ニカシオ
- ジョンケンジー・ノエル
- デドニエル・ヌニェス
- Lua エラー: too many expensive function calls
- アレクシー・オガンド
- オリバー・オルテガ
- ルイス・オルティス
- Lua エラー: too many expensive function calls
- マーセル・オズナ
- クリスチャン・パチェ
- Lua エラー: too many expensive function calls
- エノリ・パレデス
- デビッド・ポーリーノ
- ジョエル・パヤンプス
- エルビス・ペゲーロ
- リオバー・ペゲーロ
- ジェレミー・ペーニャ
- フレディ・ペラルタ
- Lua エラー: too many expensive function calls
- ワンディ・ペラルタ
- ウィリー・ペラルタ
- アンヘル・ペルドモ
- ヘラルド・ペルドモ
- エウリー・ペレス
- フランシスコ・ペレス
- ウェンシール・ペレス
- Lua エラー: too many expensive function calls
- ホルヘ・ポランコ
- シーザー・プエロ
- Lua エラー: too many expensive function calls
- オーガスティン・ラミレス
- Lua エラー: too many expensive function calls
- ホセ・ラミレス (内野手)
- ホセ・ラミレス (投手)
- ヨハン・ラミレス
- Lua エラー: too many expensive function calls
- Lua エラー: too many expensive function calls
- パブロ・レイエス
- Lua エラー: too many expensive function calls
- ハンセル・ロブレス
- ビクター・ロブレス
- エルビン・ロドリゲス
- エンディ・ロドリゲス
- ジェフリー・ロドリゲス
- ジョエリー・ロドリゲス
- Lua エラー: too many expensive function calls
- フリオ・ロドリゲス
- ランディ・ロドリゲス
- リチャード・ロドリゲス
- イェリー・ロドリゲス
- ヨハン・ロハス
- Lua エラー: too many expensive function calls
- Lua エラー: too many expensive function calls
- Lua エラー: too many expensive function calls
- アーメッド・ロサリオ
- Lua エラー: too many expensive function calls
- ラモン・ロッソ
- エステウリー・ルイーズ
- クリストファー・サンチェス
- ゲイリー・サンチェス
- ヘスス・サンチェス
- ミゲル・サンチェス
- シクスト・サンチェス
- ミゲル・サノ
- アービン・サンタナ
- カルロス・サンタナ
- ダニー・サンタナ
- デニス・サンタナ
- エドガー・サンタナ
- アントニオ・サントス
- グレゴリー・サントス
- ルイス・サントス
- アンダーソン・セベリーノ
- ルイス・セベリーノ
- ペドロ・セベリーノ
- マグネウリス・シエラ
- Lua エラー: too many expensive function calls
- ホセ・シリ
- Lua エラー: too many expensive function calls
- ホセ・ソリアーノ
- グレゴリー・ソト
- フアン・ソト
- ペドロ・ストロップ
- ワンダー・スエロ
- ドミンゴ・タピア
- ライメル・タピア
- フェルナンド・タティス・ジュニア
- レオディ・タベラス
- アンダーソン・テヘダ
- ホセ・テナ
- フアン・テン
- Lua エラー: too many expensive function calls
- エドウィン・ウセタ
- ホセ・ウレーニャ
- リチャード・ウレーニャ
- アブナー・ウリーベ
- シーザー・バルデス
- エンマヌエル・バルデス
- フランバー・バルデス
- フィリップス・バルデス
- カルロス・バルガス
- ランディ・バスケス
- ジョナサン・ビヤー
- アローディス・ビスカイーノ
- ワスカル・イノア

### ホンジュラス
- マウリシオ・デュボーン

### メキシコ
- ミゲル・アギラル
- ジョナサン・アランダ
- ビクター・アラノ
- ハビアー・アサド
- Lua エラー: too many expensive function calls
- ルイス・セッサ
- Lua エラー: too many expensive function calls
- オマー・クルーズ
- ダニエル・ドゥアルテ
- ジオバニー・ガジェゴス
- ルイス・ゴンザレス
- ビクター・ゴンザレス
- アレハンドロ・カーク
- Lua エラー: too many expensive function calls
- Lua エラー: too many expensive function calls
- Lua エラー: too many expensive function calls
- ジョーイ・メネセス
- アンドレス・ムニョス
- Lua エラー: too many expensive function calls
- Lua エラー: too many expensive function calls
- アイザック・パレデス
- オリバー・ペレス
- エステバン・キロス
- Lua エラー: too many expensive function calls
- ジェラルド・レイエス
- マヌエル・ロドリゲス
- Lua エラー: too many expensive function calls
- フリオ・ウリアス
- ルイス・ウリアス
- ラモン・ウリアス
- ホセ・ウルキディ

### ニカラグア
- ジョナタン・ロアイシガ
- エラスモ・ラミレス
- カルロス・ロドリゲス

### パナマ
- ミゲル・アマヤ
- ジョナサン・アラウス
- クリスチャン・ベタンコート
- ホセ・カバレーロ
- ヨハン・カマルゴ
- パオロ・エスピーノ
- イバン・ヘレーラ
- レオ・ヒメネス
- ジャスティン・ローレンス
- エドムンド・ソーサ

### ペルー
- ヘスス・ルサルド

### プエルトリコ
- ハビアー・バエズ
- ホセ・ベリオス
- Lua エラー: too many expensive function calls
- ビクター・カラティーニ
- ウィリ・カストロ
- ゼイビア・セデーニョ
- フアン・センテノ
- アレックス・クラウディオ
- カルロス・コレア
- フェルナンド・クルーズ
- ノエル・クエバス
- ホセ・デレオン
- アレクシス・ディアス
- エドウィン・ディアス
- イーサン・ディアス
- Lua エラー: too many expensive function calls
- Lua エラー: too many expensive function calls
- Lua エラー: too many expensive function calls
- エンリケ・ヘルナンデス
- ジョー・ヒメネス
- フランシスコ・リンドーア
- Lua エラー: too many expensive function calls
- ホルヘ・ロペス
- マシュー・ルーゴ
- ビマエル・マシン
- マーティン・マルドナード
- ホセ・ミランダ
- Lua エラー: too many expensive function calls
- Lua エラー: too many expensive function calls
- Lua エラー: too many expensive function calls
- トマス・ニド
- マイケル・ペレス
- ロベルト・ペレス
- エリオット・ラモス
- エマヌエル・リベラ
- Lua エラー: too many expensive function calls
- Lua エラー: too many expensive function calls
- エディ・ロサリオ
- エドウィン・リオス
- ヤックセル・リオス
- クリスチャン・バスケス
- Lua エラー: too many expensive function calls
- ネルソン・ベラスケス

### ベネズエラ
- ウィルヤー・アブレイユ
- Lua エラー: too many expensive function calls
- ルイスアンヘル・アクーニャ
- ロナルド・アクーニャ・ジュニア
- エイーレ・アドリアンサ
- フランシスコ・アルバレス
- ホセ・アルバレス
- ホセ・アルトゥーベ
- ホセ・アルバラード
- アドバート・アルゾレイ
- アレクシー・アマリスタ
- ルイス・アラエス
- フランシスコ・アルシア
- オーランド・アルシア
- ガブリエル・アリアス
- Lua エラー: too many expensive function calls
- ウンベルト・アルテアガ
- Lua エラー: too many expensive function calls
- ホセ・アゾーカー
- モイゼス・バレステロス
- フランクリン・バレト
- Lua エラー: too many expensive function calls
- Lua エラー: too many expensive function calls
- オズレイビス・バサベ
- エドワード・バザード
- グレゴール・ブランコ
- シルビーノ・ブラチョ
- ホセ・ブリセーニョ
- ホセ・ブット
- アズドルバル・カブレラ
- オズワルド・カブレラ
- カルロス・カラスコ
- ディエゴ・カスティーヨ
- ホセ・カスティーヨ
- マックス・カスティーヨ
- アンソニー・カストロ
- ハロルド・カストロ
- ケルビン・カストロ
- ジョーリス・チャシーン
- Lua エラー: too many expensive function calls
- ジャクソン・チョーリオ
- Lua エラー: too many expensive function calls
- Lua エラー: too many expensive function calls
- ウィリアム・コントレラス
- ウィルソン・コントレラス
- Lua エラー: too many expensive function calls
- Lua エラー: too many expensive function calls
- ヨナサン・ダザ
- エリアス・ディアス
- ハイロ・ディアス
- ジョナサン・ディアス
- イルバー・ディアス
- アルシデス・エスコバー
- エドゥアルド・エスコバー
- タイロ・エストラーダ
- フレディ・ファーミン
- ウィルマー・フローレス
- デオリス・ゲラ
- アビサイル・ガルシア
- ルイス・ガルシア
- マイケル・ガルシア
- アンドレス・ヒメネス
- Lua エラー: too many expensive function calls
- ジーンマー・ゴメス
- ヨエンドリス・ゴメス
- Lua エラー: too many expensive function calls
- ブラスダー・グラテロル
- ルイス・ギヨーム
- エドガルド・エンリケス
- カルロス・ヘルナンデス
- シーザー・ヘルナンデス
- オスカー・ヘルナンデス
- ヨニー・ヘルナンデス
- Lua エラー: too many expensive function calls
- オデュベル・ヘレーラ
- Lua エラー: too many expensive function calls
- Lua エラー: too many expensive function calls
- ハイロ・イリアルテ
- Lua エラー: too many expensive function calls
- Lua エラー: too many expensive function calls
- サンディ・レオン
- マウリシオ・ロベラ
- パブロ・ロペス
- ディクソン・マチャド
- Lua エラー: too many expensive function calls
- ラファエル・マルチャン
- ヘルマン・マルケス
- ホセ・マルティネス
- ルイス・マトス
- Lua エラー: too many expensive function calls
- Lua エラー: too many expensive function calls
- ケイダー・モンテロ
- Lua エラー: too many expensive function calls
- Lua エラー: too many expensive function calls
- ガブリエル・モレノ
- Lua エラー: too many expensive function calls
- ガブリエル・モヤ
- Lua エラー: too many expensive function calls
- Lua エラー: too many expensive function calls
- カルロス・ナルバエス
- オマー・ナルバエス
- ラファエル・オルテガ
- Lua エラー: too many expensive function calls
- ペドロ・パヘス
- Lua エラー: too many expensive function calls
- ダニエル・パレンシア
- Lua エラー: too many expensive function calls
- デビッド・ペラルタ
- ホセ・ペラザ
- オズワルド・ペラザ
- Lua エラー: too many expensive function calls
- エバーソン・ペレイラ
- カルロス・ペレス (1990年生の捕手)
- Lua エラー: too many expensive function calls
- マーティン・ペレス
- サルバドール・ペレス
- ヤスメイロ・ペティット
- マニー・ピーニャ
- イスラエル・ピネダ
- レネ・ピント
- Lua エラー: too many expensive function calls
- Lua エラー: too many expensive function calls
- Lua エラー: too many expensive function calls
- ホセ・キハダ
- エドゥブレイ・ラモス
- ルイス・レンヒフォ
- レオ・リーバス
- Lua エラー: too many expensive function calls
- ブライアン・ロキオ
- Lua エラー: too many expensive function calls
- エドゥアルド・ロドリゲス
- Lua エラー: too many expensive function calls
- Lua エラー: too many expensive function calls
- ブルース・ロンドン
- Lua エラー: too many expensive function calls
- ミゲル・ロハス
- ホセ・ルイーズ
- キーバート・ルイーズ
- Lua エラー: too many expensive function calls
- Lua エラー: too many expensive function calls
- アリ・サンチェス
- ヘクター・サンチェス
- ヨルマー・サンチェス
- Lua エラー: too many expensive function calls
- アンソニー・サンタンダー
- ルイス・サーディナス
- アントニオ・センザテラ
- レニン・ソーサ
- リバン・ソト
- アルバート・スアレス
- エウヘニオ・スアレス
- ホセ・スアレス
- レンジャー・スアレス
- ロベルト・スアレス
- ヘスス・ティノコ
- Lua エラー: too many expensive function calls
- ルイス・トレンズ
- グレイバー・トーレス
- ホセ・トーレス
- ロナルド・トレイエズ
- エセキエル・トーバー
- イルデマロ・バルガス
- フェリペ・バスケス
- Lua エラー: too many expensive function calls
- ホルビット・ビバス
- フアン・イェペス
- アンヘル・セルパ

## オーストラリア
- リアム・ヘンドリクス
- カーティス・ミード
- Lua エラー: too many expensive function calls
- Lua エラー: too many expensive function calls
- Lua エラー: too many expensive function calls
- Lua エラー: too many expensive function calls

## 南アフリカ
- テイラー・スコット